# Acromantis dyaka
Acromantis dyaka är en bönsyrseart som beskrevs av Morgan Hebard 1920. Acromantis dyaka ingår i släktet Acromantis och familjen Hymenopodidae. Inga underarter finns listade i Catalogue of Life.